# Nina Ensmann

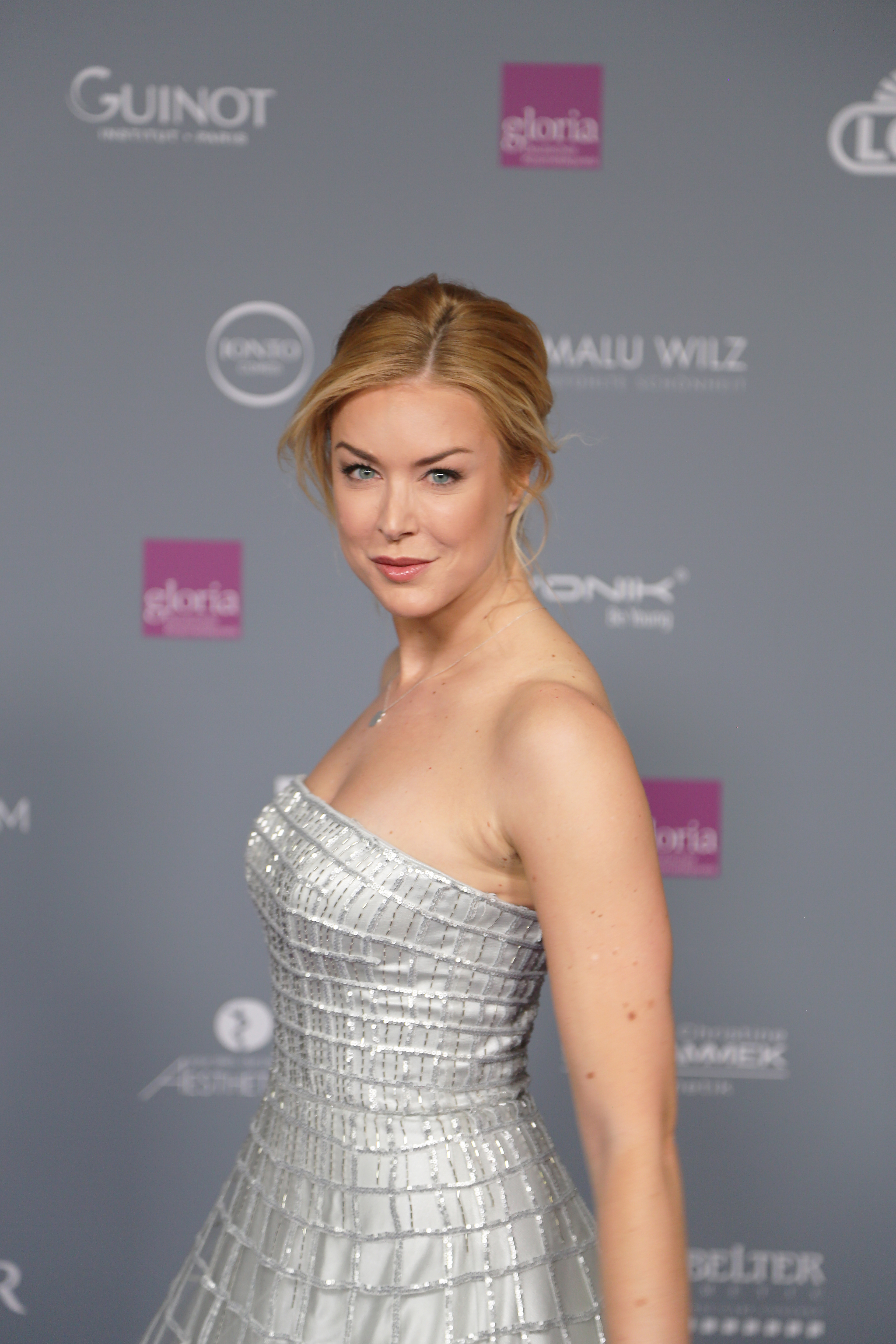
Nina Ensmann (2017)

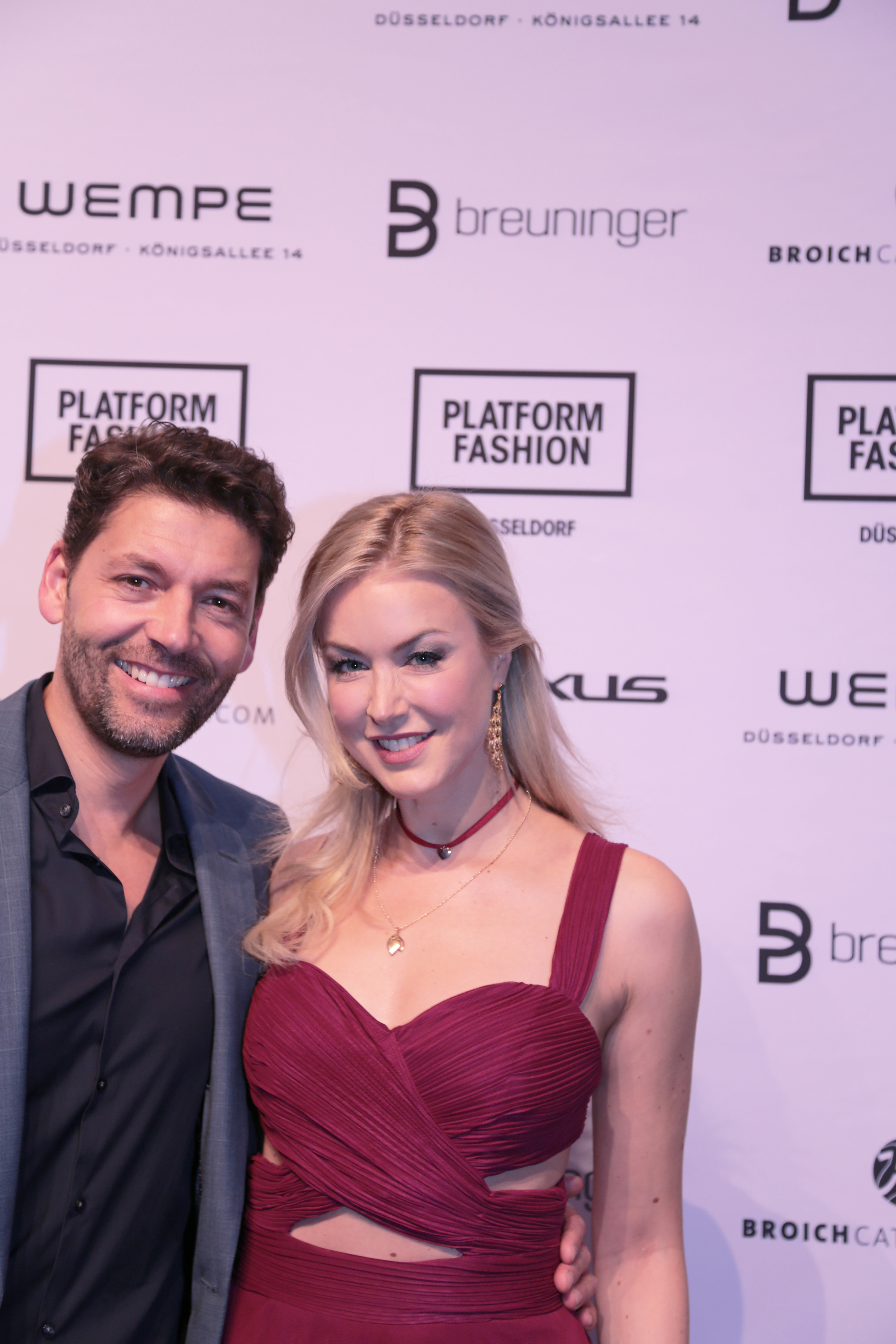
Nina Ensmann mit ihrem Lebensgefährten Marc Demmig (2018)

Nina Ensmann (* im 20. Jhd. im Münsterland) ist eine deutsche Schauspielerin und Model.

## Leben
Ensmann wurde als Tochter einer ungarischen Mutter und eines schwedischen Vaters im Münsterland geboren. Ab 2010 nahm sie regelmäßig privaten Schauspielunterricht und arbeitete als Model, wodurch erste schauspielerische Auftritte in Werbespots zu Stande kamen. 
Ab 2015 war Ensmann in mieten, kaufen, wohnen zu sehen, nachdem sie eine IHK-Prüfung zur Immobilienmaklerin absolvierte.
Von 2016 bis 2018 gehörte sie zum Ensemble der Sketch-Comedy-Serie Knallerkerle und war dort an der Seite von Antoine Monot, Jr. zu sehen. Im Anschluss gehörte sie 2019 für mehrere Monate in einer durchgehenden Nebenrolle als Anwältin Emilia Richter zum Ensemble der deutschen Seifenoper Unter uns bei RTL. 
Seit Sommer 2022 gehört sie als Jessica Reichelt zum Hauptensemble von Gute Zeiten, schlechte Zeiten.
Ensmann lebt in Düsseldorf und Berlin und ist seit 2007 mit Marc Demmig, dem Geschäftsführer einer Modelagentur, liiert. Anfang Februar 2024 wurden beide Eltern eines Sohnes.

## Filmografie (Auswahl)
- 2017–2018: Knallerkerle (Fernsehserie)
- 2018: Andere Eltern (Fernsehserie, Folge 1)
- 2019: Unter uns (Fernsehserie)
- 2020: Goldjungs (Fernsehfilm)
- 2022: Bettys Diagnose (Fernsehserie, Kleine und große Lügen)
- seit 2022: Gute Zeiten, schlechte Zeiten (Fernsehserie)
- 2023: Ein Fall für zwei (Fernsehserie, Tödlicher Fehler)
- 2024: Wer weiß denn sowas?